# Farshid Moussavi

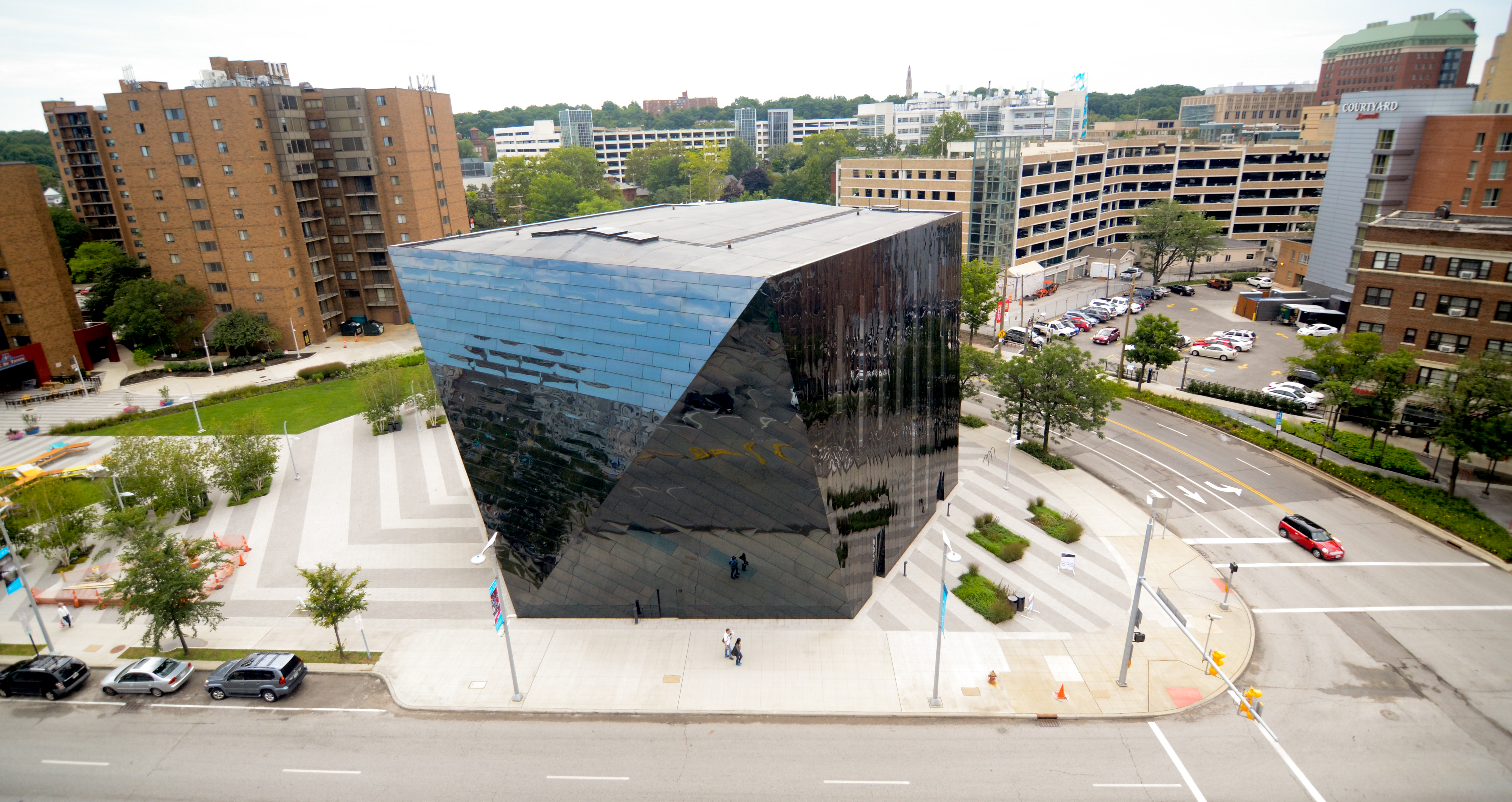
Museo de Arte Contemporáneo de Cleveland

Farshid Moussavi (Shiraz, Irán, 1965) es una arquitecta británica.

## Biografía
Nacida en Irán, en 1979 emigró junto con su familia a Londres. Empezó sus estudios de arquitectura en la Universidad de Dundee y en The Bartlett School of Architecture, para posteriormente especializarse en la Graduate School of Design de la Universidad de Harvard.
Comenzó su andadura en el mundo profesional trabajando en el estudio de Renzo Piano en Génova en primer lugar, y posteriormente haciendo lo propio en Róterdam para OMA. Cuando regresó a Londres en 1993, fue contratada para impartir clases en la Architectural Association, donde se mantendría hasta el año 2000.
En 1995 se convirtió en cofundadora de FOA (Foreign Office Architects) junto con Alejandro Zaera, y ese mismo año ganaron el primer premio para la remodelación del puerto de Yokohama. Asimismo, también desarrollaron numerosos proyectos en diferentes países como España, Holanda, Turquía, Inglaterra, Corea del Sur o Malasia. También se encargaron del diseño del pabellón británico para la Bienal de Venecia del año 2002.
Entre los años 2002 y 2005 ocupó el cargo de directora de la Academia de Bellas Artes de Viena, y desde 2005 compagina su actividad profesional con la docencia en la Graduate School of Design de la Universidad de Harvard. Además, ha asistido, en calidad de profesora visitante, a universidades como Columbia o Princeton en EE. UU. o el Hoger Institut de Gante y el Berlage de Róterdam en Bélgica y los Países Bajos.
En 2011 Moussavi abrió su estudio propio en Londres, bajo las siglas FMA (Farshid Moussavi Architecture). Desde entonces, ha llevado a cabo la ejecución de proyectos como el Museo de Arte Contemporáneo de Cleveland y ha participado en la Bienal de Venecia del año 2012. Actualmente es columnista de la revista Architectural Review.

## Reconocimientos
- Premio Enric Miralles, 2003
- Premio Kanagawa de Arquitectura, Japón, 2003
- RIBA, 2004
- León de la Bienal de Venecia, 2004
- RIBA, 2005
- RIBA, 2006
- RIBA, 2008
- Urban Land Institute Award for Excellence, 2008
- RIBA, 2009
- Civic Trust Award, 2010
- International Architecture Award, 2010